# 非線形シュレディンガー方程式
非線形シュレディンガー方程式（ひせんけいシュレディンガーほうていしき、英: Nonlinear Schrödinger equation）とは、非線形波動を記述する偏微分方程式の一つ。英語表記を略してNLS方程式とも呼ばれる。方程式の形が一次元シュレディンガー方程式のポテンシャル項を非線形項で置き換えたものと等価であることから、この名前で呼ばれる。可積分系の代表的な例の一つであり、逆散乱法等の手法で解くことができる。一般的には分散性が強い波の非線形変調を記述しており、分散性の強い波動現象で包絡線が満たす方程式として普遍的に導かれる。一方で、ボーズ＝アインシュタイン凝縮におけるグロス＝ピタエフスキー方程式が三次元版の非線形シュレディンガー方程式に形式的に等価であるほか、渦糸の運動やスピンの歳差運動を記述する方程式から導くこともでき、波動現象を越えて、多彩な物理系に現れる。

## 方程式
空間的変数x、時間的変数tを持つ複素数値関数φ=φ(x, t)に対し、次の非線形偏微分方程式
{\displaystyle i\phi _{t}+p\phi _{xx}+q|\phi |^{2}\phi =0\qquad (i={\sqrt {-1}})}
を（一次元）非線形シュレディンガー方程式と呼ぶ。但し、右下の添え字は各変数に対する偏微分を表しており、p、q は定数である。
変数の適当なスケール変換の下では、
{\displaystyle i\phi _{t}+\phi _{xx}+2\epsilon |\phi |^{2}\phi =0\qquad (\epsilon =\pm 1)}
の形に帰着させることができる。ここでε=±1はpq の符号に対応する。この方程式は、1次元シュレディンガー方程式のポテンシャル関数V の項を非線形項-2ε|φ|2に置き換えた形となっている。ε=-1の場合は、斥力型のポテンシャルの場合に対応する。一方、ε=+1の場合、引力型のポテンシャルの場合に対応し、自己集束の効果を表す。

## 包絡ソリトン解
非線形シュレディンガー方程式
{\displaystyle \ \phi _{t}+\phi _{xx}+2\epsilon |\phi |^{2}\phi =0\qquad (\epsilon =\pm 1)}
で記述されるφの包絡線は、ε=±1に応じて、明るいソリトン、暗いソリトンと呼ばれる包絡ソリトン解を持つ。

### 明るいソリトン
ε=1のとき、
{\displaystyle \phi (x,t)=f(x-Vt)e^{i\Omega t}}
{\displaystyle f(x)\to 0\,\,\operatorname {as} \,\,|x|\to \infty }
の形の進行波解として
{\displaystyle \phi (x,t)={\sqrt {\Omega }}\operatorname {sech} {\sqrt {\Omega }}(x-Vt-x_{0})e^{i{\frac {V}{2}}(x-Vt)}e^{i({\frac {V^{2}}{4}}+\Omega )t}}
{\displaystyle \qquad ={\sqrt {\Omega }}\operatorname {sech} {\sqrt {\Omega }}(x-Vt-x_{0})e^{{\biggl (}i{\frac {V}{2}}x-i({\frac {V^{2}}{4}}+\Omega )t{\biggr )}}}
を持つ。ここで、sechは双曲線正割関数を表す。φの包絡線|φ|は双曲線正割関数で表される包絡ソリトンである。非線形光学において、この解は明るいソリトンと呼ばれる。

### 暗いソリトン
ε=-1のとき、進行波解として
{\displaystyle \phi (x,t)=\rho _{0}e^{i(kx-\omega t)}{\frac {1+ce^{ax-bt}}{1+e^{ax-bt}}}}
{\displaystyle \omega =k^{2}+2\rho _{0}^{\,2},\quad b=a(2k\pm {\sqrt {4\rho _{0}^{\,2}-k^{2}}}),\quad c={\frac {a^{2}+i(b-2ka)}{a^{2}-i(b-2ka)}}}
が存在する。このとき、φの包絡線は
{\displaystyle |\phi |^{2}=\rho _{0}^{\,2}{\biggl (}1-{\frac {a^{2}}{4\rho _{0}^{\,2}}}\operatorname {sech} ^{2}{\frac {1}{2}}(ax-bt){\biggr )}}
を満たす。この包絡線は、|x|→ ∞で|φ|→ ρ0に漸近するとともに、中心付近はくぼんだ形状をしており、暗いソリトンと呼ばれる。 

## 逆散乱法による解
他の可積分系の方程式と同様に、非線形シュレディンガー方程式の初期値問題は逆散乱法によって解くことができる。逆散乱法では、問題は一次元シュレディンガー方程式の散乱の逆問題に帰着でき、解は与えられた散乱データに対応するポテンシャル関数として求められる。非線形シュレディンガー方程式の逆散乱法による解は、1972年にロシアの数学者ウラジミール・ザハロフとアレクセイ・シャバットによって、与えられた。ザハロフとシャバットは、
{\displaystyle iu_{t}+u_{xx}+\kappa |u|^{2}u=0\quad (\kappa >0)}
について、ラックス方程式
{\displaystyle L_{t}=[A,L]}
を満たすラックス対として、
{\displaystyle L=i{\begin{pmatrix}1+p&0\\0&1-p\end{pmatrix}}{\frac {\partial }{\partial x}}+{\begin{pmatrix}0&u^{\ast }\\u&0\end{pmatrix}}}
{\displaystyle A=ip{\begin{pmatrix}1&0\\0&1\end{pmatrix}}{\frac {\partial ^{2}}{\partial x^{2}}}+{\begin{pmatrix}{\frac {|u|^{2}}{1+p}}&iu_{x}^{\,\ast }\\-iu_{x}&-{\frac {|u|^{2}}{1-p}}\end{pmatrix}}}
{\displaystyle \kappa ={\frac {2}{1-p^{2}}}}
を与え、
{\displaystyle L\psi =\lambda \psi }
に対する散乱の逆問題を解くことでN-ソリトン解を構成した。

## その他の物理系
いくつかの物理系では、非線形波動に関連せずとも、非線形シュレディンガー方程式と形式的に等価な方程式で記述されることがある。

### グロス＝ピタエフスキー方程式
中性ボーズ気体をはじめとするボーズ粒子系は極低温でボーズ＝アインシュタイン凝縮と呼ばれる量子力学的な相転移を引き起こす。このとき、系は凝縮体の波動関数と呼ばれる秩序変数Ψで記述される。Ψはグロス＝ピタエフスキー方程式 と呼ばれる次の三次元版の非線形シュレディンガー方程式にしたがう。
{\displaystyle i\hbar {\frac {\partial }{\partial t}}\Psi (\mathbf {r} ,t)=\left(-{\frac {\hbar ^{2}\nabla ^{2}}{2m}}+V_{ext}(\mathbf {r} )+g|\Psi (\mathbf {r} ,t)|^{2}\right)\Psi (\mathbf {r} ,t)}
但し、Vextは外場ポテンシャルであり、g は粒子間相互作用の強さを表す結合定数である。

### 渦糸の運動
流体の渦運動が柱管の形状である時、渦管と呼ばれる。特に渦管の半径が無限小と見なせる場合、渦糸と呼ばれる。1972年に日本の流体力学者橋本英典は、渦糸の運動において、局所誘導近似と呼ばれる近似の下、非線形シュレディンガー方程式が導かれることを示した。ある一本の曲線で表される渦糸の運動を考え、渦糸上の点xの運動を表す座標系として、フレネ＝セレ標構 を取る。このとき、ある渦糸上のある原点から測った渦糸の弧長をsとすると、時刻t での座標系はx(s, t )及び接線ベクトルt(s, t )、法線ベクトルn(s,t )、陪法線ベクトルb(s, t )で表される。ある点における速度場は、周囲の渦糸の運動から誘起されるが、局所的な近傍のみからの影響を受けると仮定すると、局所誘導運動方程式
{\displaystyle {\frac {\partial }{\partial t}}{\boldsymbol {x}}(s,t)=c\kappa (s,t){\boldsymbol {b}}(s,t)}
が導かれる。但し、κは曲率であり、c は定数項である。時間変数t を適当にスケール変換すると、
{\displaystyle {\frac {\partial }{\partial t}}{\boldsymbol {x}}(s,t)=\kappa (s,t){\boldsymbol {b}}(s,t)}
とすることができる。
ここで、曲率κ及び捩率τから
{\displaystyle \psi (s,t)=\kappa (s,t)\exp {\bigl (}-i\int _{0}^{s}\tau (s,t)ds{\bigr )}}
という量を導入すると、これは次の非線形シュレディンガー方程式を満たす。
{\displaystyle i\psi _{t}+\psi _{xx}+{\frac {1}{2}}(|\psi |^{2}+A(t))\psi =0}
ここで、A (t )は任意関数である。A (t )の項は、ψの中に、
{\displaystyle \phi =\psi \exp {\bigl (}-{\frac {i}{2}}\int _{0}^{t}A(t)dt{\bigr )}}
という位相の形で取り込めば、消去することができる。

### デルタ関数型相互作用のボーズ粒子系
デルタ関数型の相互作用を持つボーズ粒子系のハミルトニアンは、正準量子化されたボーズ場の演算子をφ=φ(x, t )とすると
{\displaystyle H=\int dx(\phi _{x}^{\dagger }\phi _{x}+\kappa \phi ^{\dagger }\phi ^{\dagger }\phi \phi )}
となる。
このとき、ハイゼンベルクの運動方程式
{\displaystyle i\phi _{t}=[\phi ,H]}
から量子論的非線形シュレディンガー方程式
{\displaystyle i\phi _{t}+\phi _{xx}-2\kappa \phi ^{\dagger }\phi \phi =0}
が導かれる。この量子論的非線形シュレディンガー方程式は、ベーテ仮設法や量子逆散乱法で解くことができる。